# Skinny Love
«Skinny Love» («Тощая любовь») — песня американской инди-фолк группы Bon Iver, изданная в качестве первого сингла с их дебютного альбома For Emma, Forever Ago 28 апреля 2008 года. В 2011 году вышла кавер-версия британской певицы Birdy, попавшая в хит-парады Австралии и стран Европы.

## Сингл Bon Iver
«Skinny Love» была выпущена в качестве первого сингла с дебютного альбома группы For Emma, Forever Ago. Песня прозвучала в первом эпизоде пятого сезона сериала Анатомия страсти и в третьем эпизоде второго сезона сериала Чак. Песня была выбрана треком недели на Британском iTunes. В декабре 2008 года группа исполнила «Skinny Love» в шоу Дэвида Леттермана.

### Позиции в чартах
| Чарт                                | Наивысшая позиция |
| ----------------------------------- | ----------------- |
| Дания (Tracklisten)                 | 32                |
| UK Official Streaming Chart Top 100 | 88                |

## Сингл Birdy
В январе 2011 года британская певица Birdy выпустила кавер-версию «Skinny Love» в качестве первого сингла со своего дебютного альбома. Песня была использована в эпизоде «The Sun Also Rises» телесериала Дневники вампира и в премьерном эпизоде сериала Prisoners' Wives. Сингл достиг 17 места в хит-параде Великобритании и возглавил хит-парад Нидерландов. Также песня стала популярной в Австралии и попала в топ-10 австралийского хит-парада благодаря тому, что была исполнена одной из участниц шоу Беллой Ферраро The X Factor Австралия в эфире в августе 2012 года.
В 2011 году в Великобритании было продано 259,000 копий сингла «Skinny Love», он стал третьим по продажам рок-синглом года. В феврале 2012 года было продано более 320 тысяч копий в Великобритании. Режиссёром видеоклипа «Skinny Love», вышедшего 1 апреля 2011 года, стала Софи Мюллер, известная по работе над клипами Софи Эллис-Бекстор, No Doubt, Garbage, Blur, Энни Леннокс, Eurythmics и других.

### Позиции в чартах
| Чарт (2011—2012)                    | Наивысшая позиция |
| ----------------------------------- | ----------------- |
| Австралия (ARIA)                    | 2                 |
| Австрия (Ö3 Austria Top 40)         | 15                |
| Бельгия/Фландрия (Ultratop 50)      | 3                 |
| Бельгия/Валлония (Ultratop 50)      | 4                 |
| Франция (SNEP)                      | 2                 |
| Германия (GfK)                      | 73                |
| Ирландия (IRMA)                     | 35                |
| Нидерланды (Dutch Top 40)           | 2                 |
| Нидерланды (Single Top 100)         | 1                 |
| Новая Зеландия (Recorded Music NZ)  | 3                 |
| Шотландия (OCC Scotland)            | 17                |
| Швейцария (Schweizer Hitparade)     | 19                |
| Великобритания (OCC UK Singles)     | 17                |
| UK Official Streaming Chart Top 100 | 70                |

| Чарт (2011)        | Позиция |
| ------------------ | ------- |
| Бельгия (Flanders) | 20      |
| Нидерланды         | 22      |
| Чарт (2012)        | Позиция |
| Австралия (ARIA)   | 8       |

| Страна    | Статус     |
| --------- | ---------- |
| Австралия | Платиновый |
| Бельгия   | Платиновый |
| Швейцария | Золотой    |

| Страна         | Дата           | Формат               | Лейбл            |
| -------------- | -------------- | -------------------- | ---------------- |
| Великобритания | 30 января 2011 | цифровая дистрибуция | Atlantic Records |